# Magelona marianae
Magelona marianae är en ringmaskart som beskrevs av Hernandez-Alcantra och Solis-Weiss 2000. Magelona marianae ingår i släktet Magelona och familjen Magelonidae. Inga underarter finns listade i Catalogue of Life.